# 麻薩諸塞大學波士頓分校
麻薩諸塞大學波士頓分校是美國麻薩諸塞大學五所分校之一，座落於波士頓的哥倫比亞角，緊鄰大西洋。校區臨近波士頓地鐵最古老的紅線，距離JFK/UMASS站走路只需十多分鐘。 1964年成立於波士頓市中心公園廣場附近的一座建築。 1974年搬遷至哥倫比亞角的新校區，1982年波士頓州立學院併入該校。學校的代表色為藍和白。 麻省大學波士頓分校大學部擁有五個學院，其中最為著名的是管理學院學院(College of Management)。校區位於地鐵JFK/UMASS站附近，緊鄰美國總統甘迺迪紀念館。
麻省大學波士頓分校正在執行25年總體規劃。包括建造綜合科學大樓(已啟用),綜合大學大樓(已啟用),學生宿舍1(預計2018年9月啟用),翻新現役教學大樓,重建公用走廊,道路和海濱走廊(已啟用)。

## 相關新聞
麻省大學除了是麻州著名的公立大學以外，也因2007年至2009年間世界經濟不景氣的影響，麻省大學(Amherst、Lowell、Boston) 近年學生的申請人數快速的增加，2009年各分校的申請人數已經是相較於去年學生的申請人數提高20~28個百分比。

## 外部連結
- 麻州大學波士頓分校的官方連結（页面存档备份，存于）
- 麻州大學波士頓分校的台灣同學會[永久]
- UMass Boston Alumni （页面存档备份，存于）